# Херман Мелвил
Херман Мелвил (енгл. Herman Melville; Њујорк, 1. август 1819 — Њујорк, 28. септембар 1891) био је амерички писац, приповедач и песник. Његов најпознатији роман је Моби Дик.

## Изабрана библиографија
- Typee: A Peep at Polynesian Life (1846)
- Omoo: A Narrative of Adventures in the South Seas (1847)
- Mardi: and a Voyage Thither (1849)
- Redburn: His First Voyage (1849)
- White-Jacket; or, The World in a Man-of-War (1850)
- Moby-Dick; or, The Whale (1851)
- Pierre; or, The Ambiguities (1852)
- Isle of the Cross (1853 unpublished, and now lost)
- "Bartleby, the Scrivener" (1853) (short story)
- The Encantadas, or Enchanted Isles (1854)
- "Benito Cereno" (1855)
- Israel Potter: His Fifty Years of Exile (1855)
- The Confidence-Man: His Masquerade (1857)
- Battle-Pieces and Aspects of the War (1866) (poetry collection)
- Clarel: A Poem and Pilgrimage in the Holy Land (1876) (epic poem)
- John Marr and Other Sailors (1888) (poetry collection)
- Timoleon (1891) (poetry collection)
- Billy Budd, Sailor (An Inside Narrative) (1891 unfinished, published posthumously in 1924; authoritative edition in 1962)